# Luca Antonini
Luca Antonini (Milaan, 4 augustus 1982) is een Italiaanse voormalig voetballer die bij voorkeur als verdediger speelde. Hij speelde in 1999 eenmaal in Italië -17. In de periode 2000/01 speelde hij vier wedstrijden in Italië -18.

## Clubstatistieken
| Seizoen | Club                | Competitie | Wed. | Goals |
| ------- | ------------------- | ---------- | ---- | ----- |
| 2000/01 | AC Milan            | Serie A    | 0    | 0     |
| 2001/02 | → AC Prato          | Serie C    | 26   | 3     |
| 2002/03 | → AC Ancona         | Serie B    | 17   | 1     |
| 2003/04 | UC Sampdoria        | Serie A    | 3    | 0     |
| 2004/05 | → Modena FC         | Serie B    | 15   | 1     |
| 2004/05 | → Pescara Calcio    | Serie B    | 22   | 3     |
| 2005/06 | → AC Arezzo         | Serie B    | 39   | 3     |
| 2006/07 | → AC Siena          | Serie A    | 32   | 3     |
| 2007/08 | Empoli FC           | Serie A    | 32   | 0     |
| 2008/09 | AC Milan            | Serie A    | 11   | 0     |
| 2009/10 | AC Milan            | Serie A    | 22   | 1     |
| 2010/11 | AC Milan            | Serie A    | 22   | 0     |
| 2011/12 | AC Milan            | Serie A    | 20   | 0     |
| 2012/13 | AC Milan            | Serie A    | 6    | 0     |
| 2013/14 | Genoa CFC           | Serie A    | 26   | 2     |
| 2014/15 | Genoa CFC           | Serie A    | 7    | 1     |
| 2015/16 | Ascoli Calcio 1898  | Serie B    | 14   | 1     |
| 2015/16 | → AS Livorno Calcio | Serie B    | 16   | 0     |
| 2016/17 | → AC Prato          | Lega Pro   | 9    | 0     |
| Totaal  | Totaal              | Totaal     | 339  | 19    |

## Erelijst
| Kampioen Serie A | 1x | 2010/11 |